# 1991
1991 (MCMXCI) a fost un an obișnuit al calendarului gregorian, care a început într-o zi de marți.

## Evenimente

### Ianuarie
- 10 ianuarie: Guvernul României liberalizează exporturile și importurile.
- 12 ianuarie: Congresul american a răspuns pozitiv demersului propus de președintele George H. W. Bush, de a lua parte la confruntările militare din Golful Persic.
- 13 ianuarie: Trupele sovietice au ocupat Departamentul Securității Statului (tipografia din Vilnius). A avut loc atacul asupra televiziunii și centrului de presă din Vilnius, soldat cu morți și răniți.
- 16 ianuarie: Lansarea operațiunii „Furtună în deșert” (ora 3:00, ora Bagdadului) pentru eliberarea Kuweitului, invadat la 2 august 1990 de Irak. Are loc primul atac aerian declanșat de coaliția internațională (SUA, Marea Britanie, Arabia Saudită, Kuweit) împotriva Irakului.
- 17 ianuarie: Harald al V-lea al Norvegiei devine rege după moartea tatălui său, Olav al V-lea.
- 30 ianuarie: La Bruxelles, „Grupul celor 24” hotărăște să includă România între țările est-europene beneficiare de asistență în cadrul programului PHARE, program inițiat în 1989 și având în vedere ajutorarea prin credite și asistență tehnico–economică a fostelor țări socialiste.

### Februarie
- 1 februarie: România a obținut statutul de „invitat special” la Consiliul Europei. La 7 octombrie 1993 va avea loc ceremonia de aderare a României ca membru cu drepturi depline.
- 20 februarie: În România intră în vigoare Legea fondului funciar. 80% din proprietatea arabilă a țării devine proprietate privată. Eliberarea titlurilor de proprietate s-a încheiat în 1999. Ulterior, legea a fost criticată pentru că a dus la fărâmițarea suprafeței agricole a României.

### Martie
- 3 martie: Letonia și Estonia votează pentru independența față de Uniunea Sovietică.
- 15 martie: A luat ființă Fundația Europeană Nicolae Titulescu, cu scopul de a onora memoria marelui diplomat român, de a stimula și întreține interesul pentru viața și activitatea diplomatică a lui Nicolae Titulescu.

### Aprilie
- 5 aprilie: La Moscova se semnează Tratatul de colaborare, bună vecinătate și amiciție dintre URSS și România. Tratatul nu a mai fost ratificat pentru că la sfârșitul anului a avut loc destrămarea URSS.
- 9 aprilie: Georgia își declară independența față de Uniunea Sovietică.
- 18-19 aprilie: Vizita președintelui François Mitterrand în România.
- 20 aprilie: Banca Națională a României lansează prima emisiune post-revoluționară de bancnote, dedicată sculptorului Constantin Brâncuși, respectiv bancnota de 500 de lei.
- 30 aprilie: Un ciclon care a lovit Bangladesh-ul a dus la uciderea a 138.000 de oameni.

### Mai
- 15 mai: Édith Cresson devine prima femeie premier a Franței.
- 19 mai: Referendum în Croația. Peste 94% dintre cei prezenți la urne s-au pronunțat pentru independența acestei republici iugoslave.
- 20 mai: Cazul Berevoiești: Ziarul România liberă anunță în conferință de presă că la puțin timp după evenimentele din 13-15 iunie de la București, aproape de comuna Berevoiești (Argeș) au fost îngropate tone de documente aparținând fostei Securități și S.R.I. S-a încercat arderea documentelor, apoi au fost îngropate, dezgropate în parte de săteni și îngropate din nou, în cele din urmă au ajuns la ziariști.[1]
- 21 mai: La Madras, India, fostul prim-ministru Rajiv Gandhi este asasinat.
- 29 mai: Președintele federal Richard von Weizsäcker inaugurează sistemul german Intercity-Express în noua gară Kassel-Wilhelmshöhe de pe calea ferată de mare viteză Hanovra-Würzburg.

### Iunie
- 14 iunie: La intrarea în Parcul Libertății din București a fost ridicată o cruce în memoria victimelor Mineriadei din 13-15 iunie 1990.
- 12 iunie: Boris Elțin a devenit primul președinte rus ales de un electorat. Va începe mandatul de 5 ani la 10 iulie.
- 14 iunie: Erupția vulcanului Pinatubo din Filipine a dus la decesul a 700 de persoane.
- 20 iunie: Corneliu Vadim Tudor înființează Partidul România Mare.
- 24 iunie: Parlamentul României a declarat nul Pactul Ribbentrop-Molotov din 23 august 1939.
- 25 iunie: Croația și Slovenia își declară independența față de Iugoslavia.

### Iulie
- 7 iulie: S-a constituit Partidul Alianței Civice. Ulterior acesta a fuzionat cu Partidul Național Liberal.
- 11 iulie: O eclipsă totală de soare este vizibilă în Hawaii, Mexic, America Centrală, Columbia și Brazilia.

### August
- 7 august: Shapour Bakhtiar, fostul prim-ministru al Iranului este asasinat.
- 19 august: Prăbușirea Uniunii Sovietice: Președintele Mihail Gorbaciov (aflat în vacanță în Crimeea) este pus sub arest la domiciliu și se încearcă restaurarea statului unional.
- 20 august: Estonia își declară independența față de Uniunea Sovietică.
- 21 august: Lovitura de stat din Uniunea Sovietică a eșuat, organizatorii au fost arestați și Gorbaciov s-a reîntors ca președinte al Uniunii Sovietice.
- 21 august: Letonia își declară independența față de Uniunea Sovietică.
- 22 august: Reîntroducerea drapelului de stat tricolor al Rusiei. Ziua drapelului de stat al Federației Ruse.
- 24 august: Ucraina își declară independența față de Uniunea Sovietică.
- 27 august: Republica Moldova își declară independența față de Uniunea Sovietică.
- 30 august: Azerbaidjan își declară independența față de Uniunea Sovietică.
- 31 august: Kârgâzstan și Uzbekistan își declară independența față de Uniunea Sovietică.

### Septembrie
- 2 septembrie: Statele Unite recunosc independența Estoniei, Letoniei și Lituaniei.
- 6 septembrie: Uniunea Sovietică recunoaște independența statelor baltice.
- 6 septembrie: Orașul Sankt Petersburg își recuperează numele după ce a fost numit Leningrad în 1924.
- 8 septembrie: Macedonia devine stat independent.
- 21 septembrie: Sovietul suprem al Armeniei a proclamat Republica Armenia stat independent.
- 24 septembrie: Minerii de la Vulcan, aflați în grevă, așteaptă răspunsul guvernului la revendicările lor. În lipsa răspunsului, minerii cer să vină Petre Roman la ei pentru negocieri. Miron Cosma îi comunică telefonic lui Petre Roman pretenția minerilor, după care își anunță ortacii că primul-ministru a refuzat să se deplaseze în Valea Jiului. Se strigă „Jos guvernul!" după care Miron Cozma anunță „Mergem la București!".[2]
- 26 septembrie: A patra mineriadă: Minerii revin în Piața Victoriei. Au loc negocieri cu ușile închise, între reprezentanții minerilor și cei ai conducerii țării. Se obține demisia guvernului Roman, anunțată la ora 12:30, din balconul Palatului Victoria. Seara, minerii încearcă să pătrundă în sediul Televiziunii Române. Au loc scene de violență și de vandalism.

### Octombrie
- 16 octombrie: S-a instalat guvernul condus de Theodor Stolojan și a funcționat până în noiembrie 1992.
- 20 octombrie: Ayrton Senna câștigă cel de-al 3-lea său titlu mondial la Formula 1.
- 27 octombrie: Primele alegeri parlamentare libere în Polonia.
- 27 octombrie: Turkmenistanul își declară independența față de Uniunea Sovietică.

### Noiembrie
- 2 noiembrie: Bartolomeu I devine Patriarh al Constantinopolului.
- 21 noiembrie: Adunarea Constituantă aprobă noua Constituție a României. Din totalul de 510 senatori și deputați, au fost prezenți 509, din care 414 s-au pronunțat pentru și 95 contra. FSN, PUNR și reprezentanții minorităților, altele decât cea maghiară au votat pentru; PNȚCD, PNL și UDMR contra. Votarea a fost transmisă în direct pe postul de televiziune.[3]
- 23 noiembrie: Freddie Mercury anunță public că are SIDA; va muri a doua zi.
- 26 noiembrie: Se formează Convenția Democrată Română (CDR).

### Decembrie
- 4 decembrie: Corespondentul Associated Press, Terry Anderson a fost eliberat după ce a fost ținut ostatic în Liban, vreme de șapte ani.
- 8 decembrie: Electoratul român este chemat să răspundă prin referendum național cu „da” sau „nu” unei singure întrebări: Aprobați Constituția României adoptată de Adunarea Constituantă la 21 noiembrie 1991? Din aproape 11 milioane de cetățeni prezenți la vot, 77,3% au votat „da” și 20,49% au votat „nu”. Voturile anulate au fost de 2,3%.[4] Elaborarea, dezbaterea și adoptarea Constituției au durat un an și jumătate.
- 8 decembrie: Mircea Snegur, candidat unic pentru funcția de președinte al Republicii Moldova, obține 98,17% din voturile exprimate.
- 8 decembrie: Președintele rus Boris Elțin și omologii săi din Ucraina și Belarus au semnat actul de deces al Uniunii Sovietice, care a durat aproape 70 de ani și a cărei dispariție a marcat sfârșitul unei ordini mondiale bazate pe rivalitatea URSS-SUA.
- 12 decembrie: România: Curtea Supremă de Justiție, Secția militară, i-a declarat nevinovați pe foștii membri ai Comitetului Politic Executiv al PCR.
- 18 decembrie: Federația Rusă recunoaște independenta Republicii Moldova.
- 21 decembrie: CSI (Comunitatea Statelor Independente). Asociație liberă de state suverane din care fac parte Rusia și alte zece republici care aparțineau fostei URSS: Armenia, Azerbaidjan, Belarus, Kazahstan, Kârgâzstan, Republica Moldova, Tadjikistan, Turkmenistan, Ucraina și Uzbekistan.
- 25 decembrie: Mihail Gorbaciov anunță într-o declarație televizată că demisionează din funcția de președinte al URSS, având în vedere situația creată odată cu formarea CSI (Comunitatea Statelor Independente).
- 25 decembrie: Sovietul Suprem al Uniunii Sovietice hotărăște schimbarea denumirii statului din U.R.S.S. (Uniunea Republicilor Sovietice Socialiste) în Federația Rusă.
- 30 decembrie: La sfârșitul anului, în România erau 265.978 de șomeri, media lunară a inflației pentru anul 1991 a fost de 10%, datoria publică internă de 245,1 miliarde lei.[5]
- 31 decembrie: Oficial Uniunea Sovietică încetează să mai existe.

## Nașteri

### Ianuarie
- 3 ianuarie: Candelaria Molfese, actriță, cântăreață și balerină argentiniană
- 5 ianuarie: Denis Alibec, fotbalist român (atacant)
- 5 ianuarie: Alexandru Sorian (Alexandru Ioan Sorian), fotbalist român
- 6 ianuarie: Jeroen Zoet, fotbalist neerlandez (portar)
- 7 ianuarie: Clément Grenier, fotbalist francez
- 7 ianuarie: Eden Hazard, fotbalist belgian
- 7 ianuarie: Caster Semenya, atletă sud-africană
- 8 ianuarie: Stefan Savić, fotbalist muntenegrean
- 9 ianuarie: Álvaro Soler, cântăreț spaniolo-german
- 9 ianuarie: Amel Tuka, atlet bosniac
- 9 ianuarie: Alvaro Solar, cântăreț spaniol de muzică pop
- 10 ianuarie: Codruț Cioranu (Codruț Sebastian Cioranu), fotbalist român
- 11 ianuarie: Bekim Abdyl Balaj, fotbalist albanez (atacant)
- 11 ianuarie: James Honeybone, scrimer britanic
- 14 ianuarie: Adrian Viciu (Adrian Ioan Viciu), fotbalist român (portar)
- 14 ianuarie: Andrei Voican, fotbalist român (atacant)
- 15 ianuarie: Maxim Antoniuc, fotbalist din R. Moldova (atacant)
- 15 ianuarie: Marc Bartra Aregall, fotbalist spaniol
- 16 ianuarie: Nemanja Miletić, fotbalist sârb
- 17 ianuarie: Esmir Ahmetović, fotbalist bosniac
- 18 ianuarie: Mitchell Duke, fotbalist australian
- 19 ianuarie: Petra Martić, jucătoare croată de tenis
- 21 ianuarie: Kabiru Akinsola (Kabiru Akinsola Olarewaju), fotbalist nigerian (atacant)
- 21 ianuarie: Ana Gros, handbalistă slovenă
- 24 ianuarie: Jan Beleniuk, luptător ucrainean
- 24 ianuarie: Valeriu Lupu, fotbalist român
- 26 ianuarie: Alex Sandro (Alex Sandro Lobo Silva), fotbalist brazilian
- 28 ianuarie: Wan Zack Haikal, fotbalist malaysian
- 28 ianuarie: Jordan Mustoe, fotbalist britanic
- 31 ianuarie: Anastasia Dmitruk, poetă ucraineană

### Februarie
- 1 februarie: Cristian Cherchez (Cristian George Cherchez), fotbalist român (atacant)
- 2 februarie: Nathan Delfouneso, fotbalist britanic
- 3 februarie: Ina Budeștean, fotbalistă din R. Moldova
- 3 februarie: Camelia Hristea, jucătoare română de tenis
- 5 februarie: Henriette Confurius, actriță germană
- 8 februarie: Aristidis Soiledis, fotbalist grec
- 10 februarie: Emma Roberts (Emma Rose Roberts), actriță americană
- 11 februarie: Adrian Stoian (Adrian Marius Stoian), fotbalist român
- 11 februarie: Adrian Marius Stoian, fotbalist român
- 13 februarie: Eliaquim Mangala, fotbalist francez
- 13 februarie: Vianney (Vianney Bureau), cantautor francez
- 15 februarie: Rich Swann (Richard Swann), wrestler american
- 17 februarie: Mirela Lavric, atletă română
- 17 februarie: Ed Sheeran (Edward Christopher Sheeran), cântăreț, compozitor, producător de înregistrări și actor britanic
- 19 februarie: Constantin Mandrîcenco, fotbalist din R. Moldova
- 20 februarie: Robert Gucher, fotbalist austriac
- 20 februarie: Alexandru Lazăr, fotbalist român
- 21 februarie: Riyad Mahrez, fotbalist algerian
- 22 februarie: Robin Stjernberg, cântăreț suedez
- 23 februarie: Diana Stoica, politiciană română
- 26 februarie: Marie-Florence Candassamy, scrimeră franceză
- 26 februarie: CL (Lee ChaeRin), cântăreață sud-coreeană
- 26 februarie: CL, cântăreață sud-coreeană

### Martie
- 6 martie: Aleksandar Dragović, fotbalist austriac
- 6 martie: Rodrigo Moreno, fotbalist spaniol
- 7 martie: Ekaterina Ilina, handbalistă rusă
- 8 martie: Vlăduța Lupău, interpretă română de muzică populară
- 8 martie: Róbert Mak, fotbalist slovac
- 10 martie: Mir (Bang Cheol-yong), cântăreț sud-coreean
- 10 martie: Mir, cântăreț sud-coreean
- 11 martie: Alessandro Florenzi, fotbalist italian
- 11 martie: Jack Rodwell (Jack Christian Rodwell), fotbalist englez
- 12 martie: Galin (Galin Petrov Gocev), cântăreț bulgar
- 12 martie: Galin, cântăreț bulgar
- 13 martie: Sabine Klimek, handbalistă română
- 14 martie: Facundo Ferreyra, fotbalist argentinian
- 14 martie: Gotoku Sakai, fotbalist japonez
- 15 martie: Nelu Nicolae, fotbalist român
- 16 martie: Taishi Taguchi, fotbalist japonez
- 17 martie: Răzvan Trandu, fotbalist român
- 18 martie: Hatem Abd Elhamed, fotbalist israelian
- 18 martie: Pierre-Hugues Herbert, jucător francez de tenis
- 19 martie: Aleksandr Kokorin, fotbalist rus
- 21 martie: Antoine Griezmann, fotbalist francez
- 22 martie: Gabriel Abraham, fotbalist român
- 24 martie: Ciprian Brata, fotbalist român
- 24 martie: Bogdan-Gruia Ivan, politician român
- 25 martie: Aurelian Chițu, fotbalist român
- 25 martie: Dina Garipova, cântăreață rusă
- 25 martie: Samia Yusuf Omar, atletă somaleză (d. 2012)
- 27 martie: Bartolomeu Jacinto Quissanga, fotbalist angolez
- 27 martie: Paul Țene, fotbalist român
- 28 martie: Florin Bejan, fotbalist român
- 28 martie: Ștefan Burghiu, fotbalist din R. Moldova
- 29 martie: Fabio Borini, fotbalist italian
- 29 martie: Bae Irene (n. Bae Joo-Hyun), cântăreață sud-coreeană
- 29 martie: N'Golo Kanté, fotbalist francez
- 29 martie: Bae Irene, cântăreață sud-coreeană

### Aprilie
- 2 aprilie: Quavo (Quavious Keyate Marshall), rapper american
- 2 aprilie: Milan Rodić, fotbalist sârb
- 4 aprilie: Asia Muhammad, jucătoare americană de tenis
- 4 aprilie: Jamie Lynn Spears, actriță și cântăreață americană
- 5 aprilie: Nathaniel Clyne, fotbalist englez
- 5 aprilie: Nora Mørk, handbalistă norvegiană
- 7 aprilie: Luka Milivojević, fotbalist sârb
- 10 aprilie: Yves Lampaert, ciclist belgian
- 11 aprilie: Thiago Alcántara (Thiago Alcântara do Nascimento), fotbalist spaniol
- 11 aprilie: Thiago Alcántara, fotbalist spaniol
- 12 aprilie: Ryota Morioka, fotbalist japonez
- 14 aprilie: Martín Montoya, fotbalist spaniol
- 15 aprilie: Ghostemane (Eric Whitney), rapper american
- 16 aprilie: Luis Muriel, fotbalist columbian
- 19 aprilie: Steve Cook (Steve Anthony Cook), fotbalist britanic
- 19 aprilie: Steve Cook, fotbalist britanic
- 21 aprilie: Max Chilton (Max Alexander Chilton), pilot britanic de Formula 1
- 21 aprilie: Aleksandar Prijović, fotbalist sârb
- 23 aprilie: Tudorel Bratu, rugbist român
- 25 aprilie: Alexandru Avram, fotbalist român
- 27 aprilie: Isaac Cuenca, fotbalist spaniol
- 27 aprilie: Marina Radvan, politiciană din R. Moldova
- 28 aprilie: Jennifer Braun, cântăreață germană
- 29 aprilie: Bogdan Simion (Bogdan Mihai Simion), lăutar și cobzar român
- 29 aprilie: Bogdan Mihai Simion, lăutar și cobzar român
- 30 aprilie: Danijel Aleksić, fotbalist sârb
- 30 aprilie: George Țucudean (Marius George Țucudean), fotbalist român (atacant)

### Mai
- 1 mai: Bartosz Salamon, fotbalist polonez
- 2 mai: Farruko (Carlos Efrén Reyes Rosado), cântăreț portorican
- 5 mai: Andrea Klikovac, handbalistă muntenegreană
- 7 mai: Ștefan-Iulian Lőrincz, politician român
- 7 mai: Mihaela Petrilă, canotoare română
- 8 mai: Anamaria Tămârjan, sportivă română (gimnastică artistică)
- 9 mai: Ricardo Alves, fotbalist portughez
- 9 mai: Genki Haraguchi, fotbalist japonez
- 9 mai: Majlinda Kelmendi, judoka din Kosovo
- 10 mai: Paul Anton, fotbalist român
- 10 mai: Kamil Bednarek, cântăreț polonez
- 11 mai: Dean Beța, fotbalist român
- 11 mai: Uzari (Yuri Navrotsky), cântăreț belarus
- 16 mai: Grigor Dimitrov, jucător bulgar de tenis
- 17 mai: Johanna Konta, jucătoare britanică de tenis, de etnie australiană
- 17 mai: Íñigo Martínez, fotbalist spaniol
- 17 mai: Moran Mazor, cântăreață israeliană
- 20 mai: Esteban Ciaccheri, fotbalist argentinian
- 21 mai: Fedor Černych, fotbalist lituanian
- 22 mai: Odise Roshi, fotbalist albanez
- 23 mai: Lena Meyer-Landrut, cântăreață germană de muzică pop
- 24 mai: Erika Umeda, cântăreață și model japonez
- 27 mai: Mário Rui (Mário Rui Silva Duarte), fotbalist portughez
- 27 mai: Armando Sadiku, fotbalist albanez
- 28 mai: Alexandre Lacazette, fotbalist francez
- 30 mai: Tolga Sarıtaș, actor turc
- 31 mai: Patrick Jørgensen, scrimer danez
- 31 mai: Azealia Banks (Azealia Amanda Banks), cântăreață americană

### Iunie
- 2 iunie: Mediop Ndiaye, fotbalist senegalez
- 3 iunie: Alexandru Avramescu, fotbalist român
- 4 iunie: Lorenzo Insigne, fotbalist italian
- 4 iunie: Daniel Jerent, scrimer francez
- 4 iunie: Ante Vukušić, fotbalist croat
- 5 iunie: Martin Braithwaite, fotbalist danez
- 7 iunie: Emily Ratajkowski (Emily O'Hara Ratajkowski), fotomodel și actriță americană
- 11 iunie: Dan Howell (Daniel James Howell), blogger britanic
- 14 iunie: alyona alyona (Aliona Olehivna Savranenko), rapperiță ucraineană
- 14 iunie: Kostas Manolas, fotbalist grec
- 16 iunie: Florin Achim, fotbalist român
- 17 iunie: Rustam Țînea, fotbalist ucrainean
- 18 iunie: Gheorghe Șoldan, politician român
- 19 iunie: Charlotte Bellmann, actriță germană
- 19 iunie: Andrej Kramarić, fotbalist croat
- 20 iunie: Kalidou Koulibaly, fotbalist francez
- 28 iunie: Kevin De Bruyne, fotbalist belgian
- 28 iunie: Adrienn Szarka, handbalistă maghiară

### Iulie
- 1 iulie: Lucas Vázquez (Lucas Vázquez Iglesias), fotbalist spaniol
- 2 iulie: Aczino (Mauricio Hernández González), rapper mexican
- 3 iulie: James-Andrew Davis, scrimer britanic
- 3 iulie: Anastasia Pavliucenkova, jucătoare rusă de tenis
- 5 iulie: Jason Dolley, actor american
- 6 iulie: Jelena Živković, handbalistă sârbă
- 8 iulie: Virgil van Dijk, fotbalist neerlandez
- 8 iulie: Manija (Manija Dalerovna Hamroeva), cântăreață rusă
- 11 iulie: Ervin Zsiga, fotbalist român
- 12 iulie: Željka Nikolić, handbalistă sârbă
- 12 iulie: Nwankwo Obiora, fotbalist nigerian
- 12 iulie: James Rodríguez, fotbalist columbian
- 14 iulie: Rossella Fiamingo, scrimeră italiană
- 15 iulie: Narcis Bădic, fotbalist român
- 15 iulie: Andreea Boșneag, actriță română
- 15 iulie: Nuria Párrizas Díaz, jucătoare spaniolă de tenis
- 15 iulie: Danilo Luiz da Silva, fotbalist brazilian
- 15 iulie: Shogo Taniguchi, fotbalist japonez
- 16 iulie: Florin Achim, fotbalist român
- 16 iulie: Alexandra Shipp, actriță americană
- 18 iulie: Gianmarco Piccioni, fotbalist italian
- 19 iulie: Jun Amano, fotbalist japonez
- 19 iulie: Nathalie Hagman, handbalistă suedeză
- 22 iulie: Tennys Sandgren, jucător american de tenis
- 27 iulie: Violetta Kolobova, scrimeră rusă
- 28 iulie: Loret Sadiku, fotbalist suedez
- 31 iulie: Filipa Azevedo, cântăreață portugheză

### August
- 4 august: Jelena Trifunović, handbalistă sârbă
- 5 august: Esteban Gutiérrez, pilot mexican de Formula 1
- 5 august: Andreas Weimann, fotbalist austriac
- 8 august: David Lazăr, fotbalist român
- 8 august: Joël Matip, fotbalist camerunez
- 8 august: David Lazar, fotbalist român
- 9 august: Antonio Asanović, fotbalist croat
- 9 august: Alexa Bliss, wrestleriță americană
- 11 august: Cristian Tello, fotbalist spaniol (atacant)
- 15 august: Filip Mladenović, fotbalist sârb
- 17 august: Simone Böhme, handbalistă daneză
- 19 august: Matyas Szabo, scrimer german
- 22 august: Irina Rimes, cântăreață română, născută în Republica Moldova

### Septembrie
- 9 septembrie: Oscar (Oscar dos Santos Emboaba Jr.), fotbalist brazilian
- 9 septembrie: Oscar, fotbalist brazilian
- 10 septembrie: Nicola Sansone, fotbalist italian
- 11 septembrie: Jordan Ayew, fotbalist francez
- 11 septembrie: Kygo (Kyrre Gørvell-Dahll), muzician norvegian
- 12 septembrie: Alin Buleică, fotbalist român
- 12 septembrie: Thomas Meunier, fotbalist belgian
- 15 septembrie: Alex Florea, cântăreț român
- 17 septembrie: Valentin Alexandru, fotbalist român
- 17 septembrie: Scott Hoying (Scott Richard Hoying), cântăreț american
- 20 septembrie: Reagy Ofosu, fotbalist german
- 20 septembrie: Nicolae Soare, atlet român
- 22 septembrie: Andreea Mitu, jucătoare română de tenis
- 23 septembrie: Stephen Hihetah, rugbist român
- 24 septembrie: Tao Wickrath, fotomodel francez
- 27 septembrie: Simona Halep, jucătoare română de tenis
- 27 septembrie: Anvar Ibraghimgadjiev, fotbalist rus
- 29 septembrie: Petre Goge, fotbalist român
- 29 septembrie: Enzo Lefort, scrimer francez
- 29 septembrie: Adem Ljajić, fotbalist sârb
- 30 septembrie: Cosmin Matei, fotbalist român

### Octombrie
- 2 octombrie: Roberto Firmino, fotbalist brazilian
- 2 octombrie: Sandra N. (Alexandra Năftănăilă), muziciană română
- 2 octombrie: Alexandra Năftănăilă, muziciană română
- 5 octombrie: Takahiro Ogihara, fotbalist japonez
- 7 octombrie: Mădălina Bellariu Ion, actriță română
- 8 octombrie: Andrei Pop, politician român
- 8 octombrie: Antonio Raíllo, fotbalist spaniol
- 9 octombrie: Yusuke Minagawa, fotbalist japonez
- 10 octombrie: Xherdan Shaqiri, fotbalist elvețian
- 12 octombrie: Nicolao Dumitru, fotbalist italian
- 17 octombrie: Brenda Asnicar, actriță argentiniană
- 18 octombrie: Tyler Posey (Tyler Garcia Posey), actor american
- 20 octombrie: Serghei Gheorghiev, fotbalist din R. Moldova
- 23 octombrie: Emil Forsberg, fotbalist suedez
- 24 octombrie: Bernard Berisha, fotbalist albanez
- 25 octombrie: Lorina Kamburova, actriță bulgară (d. 2021)
- 29 octombrie: Anita Blaze, scrimeră franceză
- 30 octombrie: Adrian Giurgiu, politician român
- 31 octombrie: Alice Peneacă, fotomodel și actriță română

### Noiembrie
- 2 noiembrie: Dina Galiakbarova, scrimeră rusă
- 3 noiembrie: Anna Odobescu, cântăreață din R. Moldova
- 3 noiembrie: Alexandru Vremea, fotbalist din R. Moldova
- 8 noiembrie: Maria Ficzay, fotbalistă română
- 12 noiembrie: Oana Corina Constantin, sportivă română (gimnastică aerobică)
- 15 noiembrie: Shailene Woodley (Shailene Diann Woodley), actriță americană
- 16 noiembrie: Anne-Marie Bănuță, fotbalistă română
- 20 noiembrie: Cristina Simion, sportivă română (alergare de fond)
- 22 noiembrie: Saki Shimizu, cântăreață japoneză
- 29 noiembrie: Andreea Boghian, canotoare română
- 30 noiembrie: Antonio Asanović, fotbalist croat
- 30 noiembrie: Plamen Iliev, fotbalist bulgar
- 30 noiembrie: Plamen Iliev, fotbalist bulgar născut în 1991

### Decembrie
- 2 decembrie: Charlie Puth (Charles Otto Puth, Jr.), compozitor, muzician și cântăreț american
- 10 decembrie: Kiki Bertens, jucătoare neerlandeză de tenis
- 10 decembrie: Radu Gînsari, fotbalist din R. Moldova
- 10 decembrie: Tommy Oar (Thomas Michael Oar), fotbalist australian
- 10 decembrie: Satoru Uyama, scrimer japonez
- 10 decembrie: Rareș Takács, fotbalist român
- 11 decembrie: Anna Bergendahl, cântăreață suedeză
- 11 decembrie: Sebastian Mladen, fotbalist român
- 15 decembrie: William De Amorim (William Douglas De Amorim), fotbalist brazilian (atacant)
- 15 decembrie: William Amorim, fotbalist brazilian
- 16 decembrie: Kazuki Nagasawa, fotbalist japonez
- 18 decembrie: Dmitri Aleksanin, scrimer kazah
- 19 decembrie: Jorge Blanco, muzician mexican
- 20 decembrie: Jorginho (Jorge Luiz Frello Filho), fotbalist italian
- 20 decembrie: Jorginho, fotbalist italian
- 22 decembrie: Răzvan Martin, halterofil român
- 23 decembrie: Ben El Tavori, cântăreț israelian
- 24 decembrie: Louis Tomlinson (n. Louis Troy Austin), cântăreț și compozitor britanic
- 30 decembrie: Camila Giorgi, jucătoare italiană de tenis

## Decese

### Ianuarie
- 1 ianuarie: Tatiana Baillayre, 74 ani, artistă română (n. 1916)
- 4 ianuarie: Berry Kroeger, 78 ani, actor american (n. 1912)
- 4 ianuarie: Stefan Żółkiewski (Stefan Jakub Żółkiewski), 79 ani, istoric polonez (n. 1911)

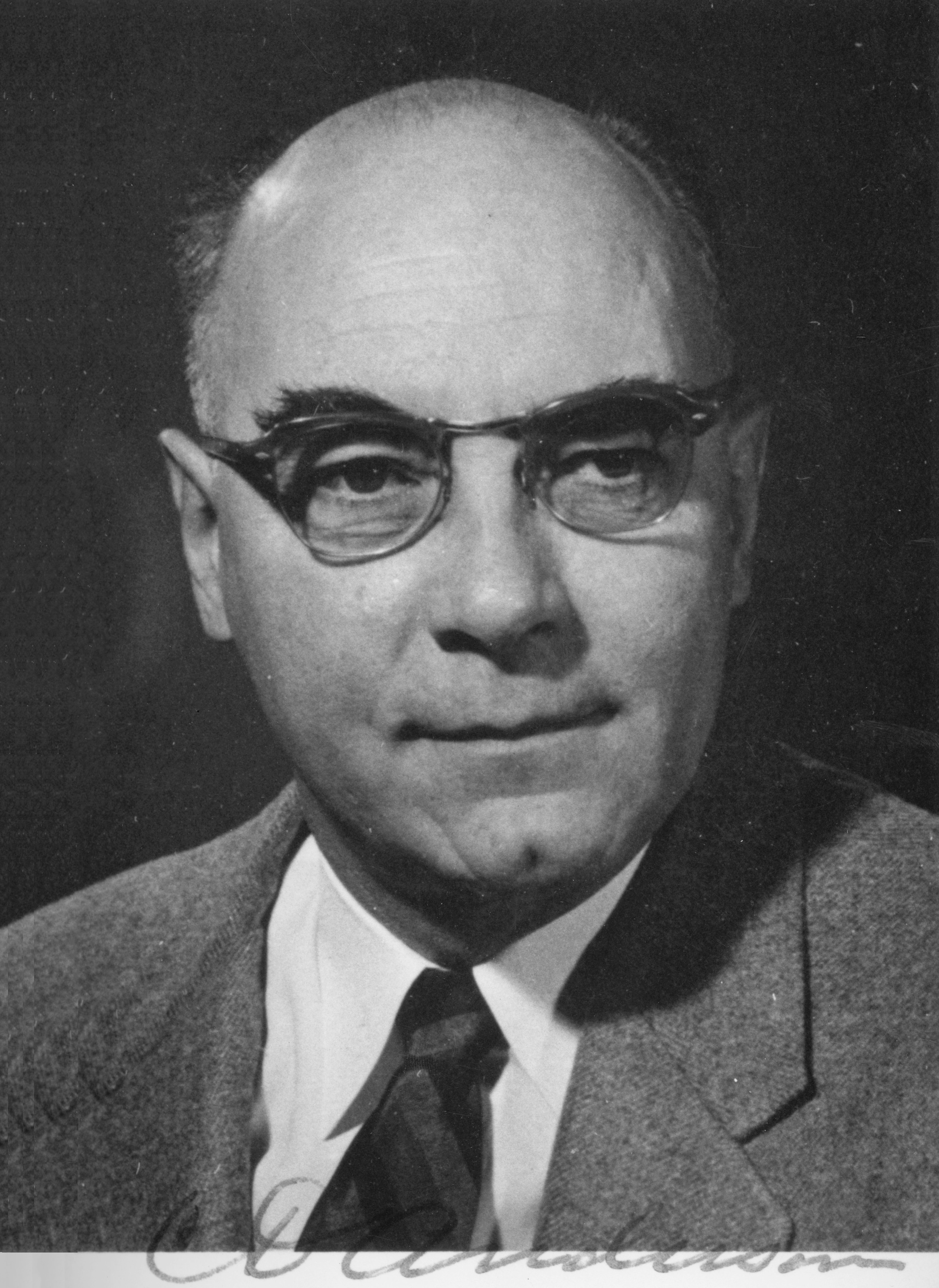
Carl David Anderson, fizician american, laureat al Premiului Nobel
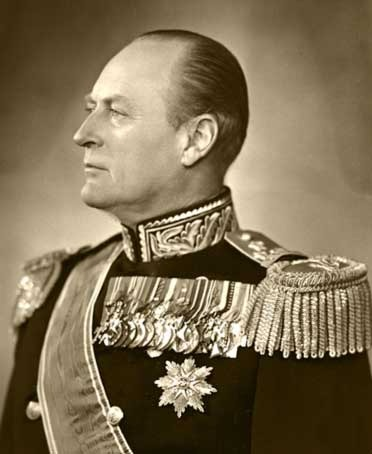
Regele Olav al V-lea al Norvegiei
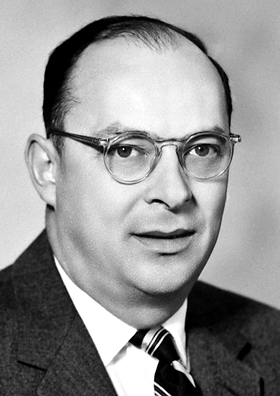
John Bardeen, fizician și inginer american, singura persoană care a câștigat de două ori Premiul Nobel pentru Fizică (1956 și 1972)

- 5 ianuarie: Vasile „Vasko” Popa, 68 ani, poet sârb de etnie română (n. 1922)
- 9 ianuarie: Mircea Ciobanu, 40 ani, pictor, sculptor, scriitor, eseist român (n. 1950)
- 9 ianuarie: Daigoro Kondo, 83 ani, fotbalist japonez (n. 1907)
- 9 ianuarie: Mircea Ciobanu, pictor, sculptor, scriitor, eseist român (n. 1950)
- 11 ianuarie: Carl David Anderson, 85 ani, fizician american, laureat al Premiului Nobel (1936), (n. 1905)
- 12 ianuarie: Jorj Voicu, 52 ani, actor român (n. 1938)
- 15 ianuarie: Iuliu Podlipny, 92 ani, pictor român (n. 1898)
- 17 ianuarie: Regele Olav al V-lea al Norvegiei (n. Alexander Edward Christian Frederik), 87 ani (n. 1903)
- 21 ianuarie: Principesa Ileana a României (Maica Alexandra), 82 ani, arhiducesă de Austria și stareță ortodoxă (n. 1909)
- 22 ianuarie: Robert Choquette, 85 ani, diplomat canadian (n. 1905)
- 29 ianuarie: Inoue Yasushi, 83 ani, scriitor japonez (n. 1907)
- 29 ianuarie: Yasushi Inoue, scriitor japonez (n. 1907)
- 30 ianuarie: John Bardeen, 82 ani, fizician și inginer american, singura persoană care a câștigat de două ori Premiul Nobel pentru Fizică (1956 și 1972), (n. 1908)
- 31 ianuarie: Justin Apostol, 69 ani, fotbalist român (portar), (n. 1921)

### Februarie
- 9 februarie: Florin Mugur, 57 ani, scriitor român (n. 1934)
- 11 februarie: Vasile Nițulescu, 65 ani, actor român (n. 1925)
- 13 februarie: Arno Breker, 90 ani, sculptor german (n. 1900)
- 13 februarie: André Pieyre de Mandiargues, 82 ani, romancier francez (n. 1909)
- 13 februarie: Georg Moritz, Prinț Ereditar de Saxa-Altenburg (n. Wilhelm Georg Moritz Ernst Albert Frederick Karl Konstantin Eduard Max), 90 ani (n. 1900)
- 24 februarie: Q3832557, actriță italiană (n. 1914)

### Martie
- 2 martie: Serge Gainsbourg, 62 ani, muzician și actor francez de etnie evreiască (n. 1928)
- 4 martie: Ion Lăncrănjan, 62 ani, prozator român (n. 1928)
- 11 martie: Nicolae Matuși (aka Nicolaos Matussis), 91 ani, avocat aromân (n. 1899)
- 14 martie: Aladár Gerevich, 81 ani, scrimer olimpic maghiar (n. 1910)
- 15 martie: Miodrag Bulatović, 61 ani, scriitor muntenegrean (n. 1930)
- 18 martie: Maria Holban, 89 ani, istorică română (n. 1901)
- 20 martie: Dimitrie Onofrei, 93 ani, solist român de operă (tenor), (n. 1897)
- 26 martie: Ștefan Bălan, 78 ani, inginer român (n. 1913)
- 30 martie: Nikola Todev, 62 ani, actor bulgar de film (n. 1928)

### Aprilie
- 3 aprilie: Henry Graham Greene, 86 ani, prozator britanic (n. 1904)
- 4 aprilie: Myriam Bernstein-Cohen, 95 ani, actriță israeliană de teatru, regizoare, poetă și traducătoare (n. 1895)
- 8 aprilie: Per Yngve Ohlin, 22 ani, cântăreț suedez de black metal (Mayhem), (n. 1969)
- 16 aprilie: Rafton Pounder, 57 ani, politician britanic (n. 1933)
- 17 aprilie: Emil Macri, 64 ani, general român în cadrul DSS (n. 1927)
- 28 aprilie: Ken Curtis (Curtis Wain Gates), 74 ani, actor și cântăreț american (n. 1916)

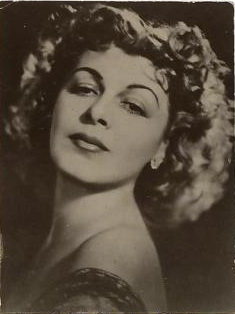
Elvira Godeanu, actriță română de film, teatru, radio, televiziune și voce
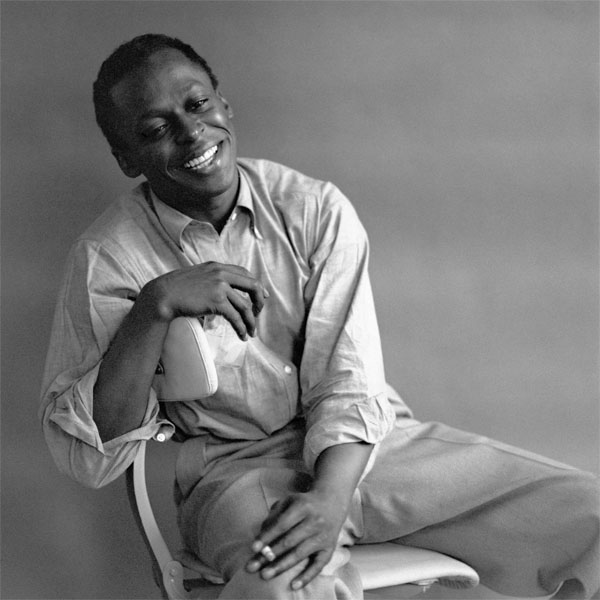
Miles Davis, trompetist și compozitor american de jazz
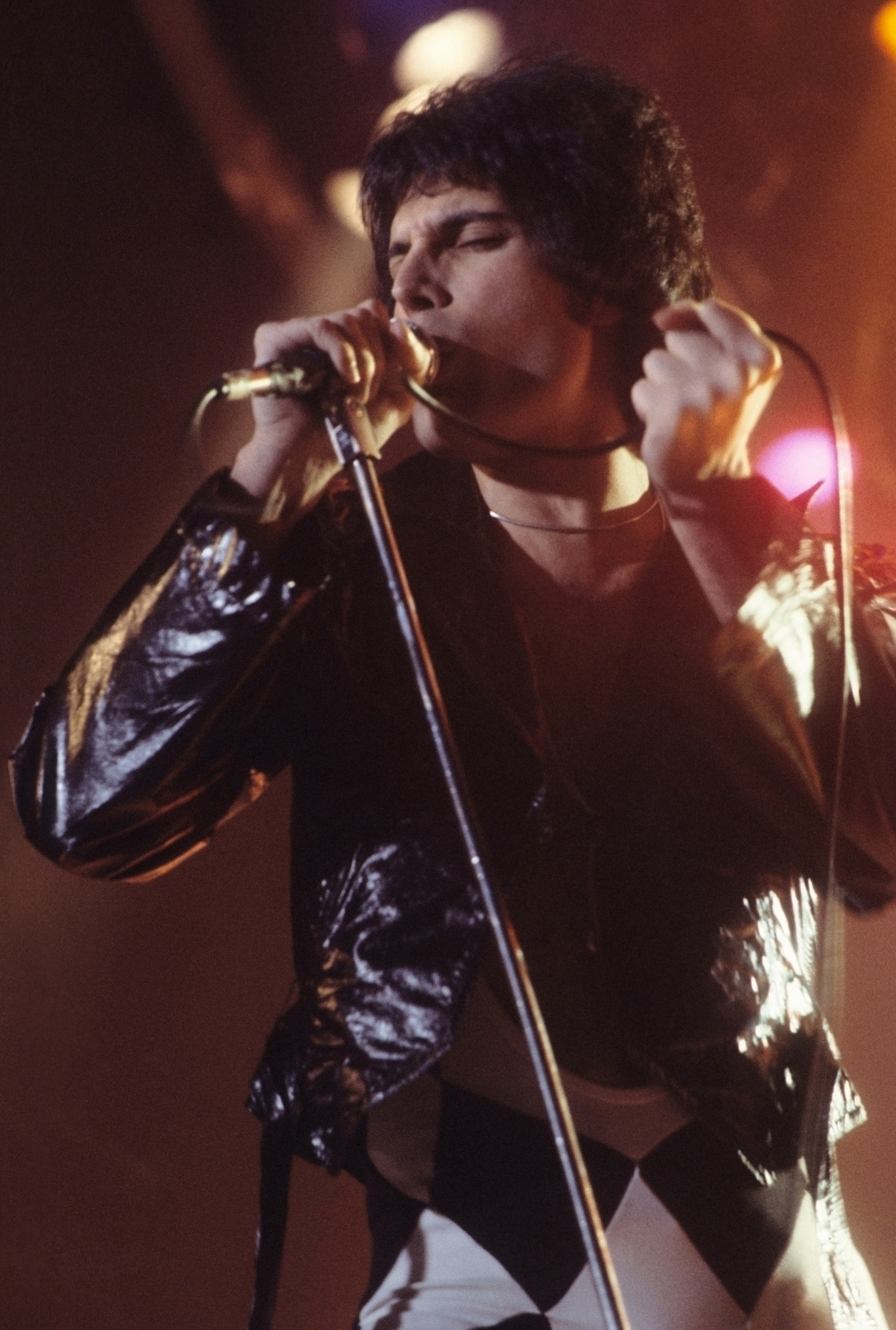
Freddie Mercury, muzician britanic (Queen)
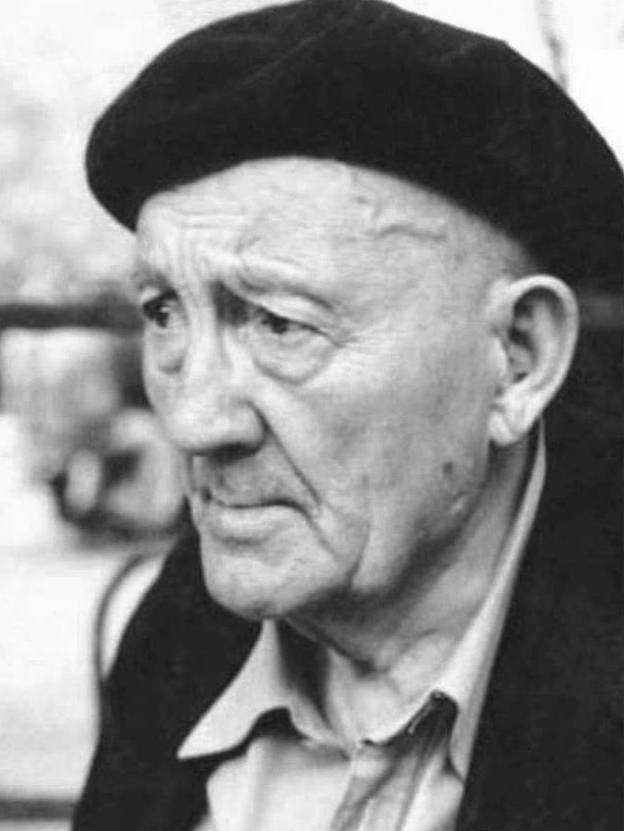
Petre Țuțea, eseist și filosof român

### Mai
- 6 mai: Virgil Calotescu, 63 ani, regizor român (n. 1928)
- 14 mai: Aladár Gerevich, scrimer maghiar (n. 1910)
- 17 mai: Jean Charles Snoy et d'Oppuers, 83 ani, politician belgian (n. 1907)
- 21 mai: Ioan Petru Culianu, 41 ani, istoric al religiilor și medievalist român (n. 1950)
- 21 mai: Rajiv Ratna Gandhi, 46 ani, politician indian (n. 1944)
- 23 mai: Wilhelm Kempff (Wilhelm Walter Friedrich Kempff), 95 ani, muzician german (n. 1895)

### Iunie
- 1 iunie: David Eli Ruffin, 50 ani, cântăreț american (The Temptations), (n. 1941)
- 6 iunie: Gheorghe Pituț, 51 ani, poet și prozator român (n. 1940)
- 8 iunie: Heidi Rosemarie Brühl, 49 ani, actriță germană (n. 1942)
- 9 iunie: Claudio Arrau (Claudio Arrau León), 88 ani, pianist chilian (n. 1903)
- 14 iunie: Peggy Ashcroft (Edith Margaret Emily Ashcroft), 83 ani, actriță britanică (n. 1907)
- 21 iunie: Joan Fuster (Juan de la Cruz Fuster Ortells), 69 ani, scriitor spaniol (n. 1922)

### Iulie
- 1 iulie: Alfred Eisenbeisser-Fieraru, 83 ani, fotbalist român (n. 1908)
- 2 iulie: Lee Remick, 55 ani, actriță americană (n. 1935)
- 3 iulie: Sigismund Toduță, 83 ani, compozitor român (n. 1908)
- 5 iulie: Nobuo Nakamura, 82 ani, actor japonez (n. 1908)
- 16 iulie: Bruno Cetto, 70 ani, inginer italian (n. 1921)
- 19 iulie: Gheorghe Vrabie, 83 ani, folclorist român (n. 1908)
- 19 iulie: Gheorghe Vrabie, folclorist român (n. 1908)
- 25 iulie: Cafuringa (Moacir Fernandes), 42 ani, fotbalist brazilian (n. 1948)

### August
- 1 august: Yusuf Idris, 64 ani, scriitor egiptean (n. 1927)
- 7 august: Kalina Jędrusik, 60 ani, actriță poloneză de teatru și film, cântăreață și artistă de cabaret (n. 1931)
- 9 august: Cella Delavrancea, 103 ani, pianistă și scriitoare română (n. 1887)
- 14 august: Alfred Kittner, 84 ani, scriitor german (n. 1906)
- 15 august: Eduardo Herrera Bueno, 77 ani, fotbalist spaniol (n. 1914)
- 21 august: Eugen Jebeleanu, 80 ani, poet român (n. 1911)
- 27 august: Nicolae Brancomir, 87 ani, actor român (n. 1904)
- 30 august: Alan Wheatley, 84 ani, actor britanic (n. 1907)

### Septembrie
- 3 septembrie: Frank Capra (Frank Rosario Capra), 94 ani, regizor american (n. 1897)
- 3 septembrie: Elvira Godeanu, 87 ani, actriță română de film, teatru, radio, televiziune și voce (n. 1904)
- 6 septembrie: Margareta Moșneaga, 83 ani, profesoară și muzeografă română (n. 1908)
- 7 septembrie: Edwin McMillan (Edwin Mattison McMillan), 83 ani, chimist american, laureat al Premiului Nobel (1951), (n. 1907)
- 9 septembrie: Henri H. Stahl, 90 ani, antropolog cultural și etnograf român (n. 1901)
- 13 septembrie: Joe Pasternak, 89 ani, producător de film, maghiar (n. 1901)
- 28 septembrie: Miles Davis (n. Miles Dewey Davis III), 65 ani, trompetist și compozitor american de jazz (n. 1926)

### Octombrie
- 2 octombrie: Maria Aurèlia Capmany (Maria Aurèlia Capmany i Farnés), 73 ani, scriitoare spaniolă (n. 1918)
- 18 octombrie: Gheorghe Iacomi, 77 ani, medic chirurg român (n. 1914)
- 19 octombrie: Tibor Halasi-Kun, 77 ani, orientalist maghiar (n. 1914)
- 19 octombrie: Gheorghe Pahonțu, 58 ani, fotbalist și antrenor, maestru emerit la sportului (n. 1933)
- 19 octombrie: fotbalist,maestru emerit al sportului, fotbalist, maestru emerit la sportului (n. 1933)
- 20 octombrie: George Beuchat (Georges Constant Émile Beuchat), 82 ani, om de afaceri francez (n. 1910)
- 24 octombrie: Nicolae Sotir, 84 ani, voleibalist și antrenor român (n. 1916)
- 27 octombrie: Leonida Neamțu, scriitor român (n. 1934)
- 28 octombrie: Petre Solomon, 68 ani, filolog român (n. 1923)

### Noiembrie
- 2 noiembrie: Irwin Allen, 75 ani, producător american de film (n. 1916)
- 5 noiembrie: Fred MacMurray (Frederick Martin MacMurray), 83 ani, actor american (n. 1908)
- 9 noiembrie: Yves Montand (n. Ivo Livi), 70 ani, actor francez (n. 1921)
- 14 noiembrie: Constantin Chiriță, 66 ani, prozator român (n. 1925)
- 15 noiembrie: Ecaterina Fotino-Negru, 89 ani, pianistă română și profesoară de muzică (n. 1902)
- 17 noiembrie: Anton Cosma, 51 ani, critic și istoric literar român (n. 1940)
- 18 noiembrie: Claude Cahen, 82 ani, istoric francez (n. 1909)
- 23 noiembrie: Klaus Kinski (n. Klaus Günter Karl Nakszynski), 65 ani, actor german (n. 1926)
- 23 noiembrie: Ken Uehara, 82 ani, actor japonez (n. 1909)
- 24 noiembrie: Eric Carr (Paul Charles Caravello), 41 ani, muzician american (Kiss), (n. 1950)
- 24 noiembrie: Freddie Mercury (n. Farrokh Bulsara), 45 ani, muzician britanic (Queen), (n. 1946)

### Decembrie
- 1 decembrie: George Stigler (George Joseph Stigler), 80 ani, economist american (n. 1911)
- 3 decembrie: Petre Țuțea, 89 ani, eseist și filosof român, membru al Mișcării Legionare (n. 1902)
- 4 decembrie: Cliff Bastin (Clifford Sydney Bastin), 79 ani, fotbalist englez (n. 1912)
- 6 decembrie: Vladimir Colin (n. Jean Colin), 70 ani, scriitor român de literatură SF (n. 1921)
- 7 decembrie: Leon Klepper, 91 ani, compozitor român (n. 1900)
- 11 decembrie: Artur Lundkvist, 85 ani, scriitor suedez (n. 1906)
- 13 decembrie: André Pieyre de Mandiargues, romancier francez (n. 1909)
- 17 decembrie: Constantin Solomon, 92 ani, istoric român (n. 1899)
- 18 decembrie: George Abecassis, 78 ani, pilot englez de Formula 1 (n. 1913)
- 18 decembrie: Katja Špur, 83 ani, scriitoare slovenă (n. 1908)
- 25 decembrie: Bănică Constantin, 49 ani, matematician român (n. 1942)
- 30 decembrie: Lusine Zakarian (n. Svetlana Zakarian), 55 ani, soprană armeană (n. 1937)

## Premii Nobel
- Chimie: Richard R. Ernst (Elveția)
- Economie: Ronald Coase (Regatul Unit)
- Fizică: Pierre-Gilles de Gennes (Franța)
- Literatură: Nadine Gordimer (Africa de Sud)
- Medicină: Erwin Neher, Bert Sakmann (Germania)
- Pace: Aung San Suu Kyi (Birmania)